# Polypodium levigatum
Polypodium levigatum là một loài dương xỉ trong họ Polypodiaceae. Loài này được Cav. mô tả khoa học đầu tiên năm 1801.